# Uładzimir Zdanowicz
Uładzimir Macwiejewicz Zdanowicz (biał. Уладзімiр Мацвеевіч Здановіч, ros. Владимир Матвеевич Зданович, Władimir Matwiejewicz Zdanowicz; ur. 15 marca 1959 w Zastawiu w rejonie drohiczyńskim) – białoruski nauczyciel i polityk, w latach 2000–2012 deputowany do Izby Reprezentantów Zgromadzenia Narodowego Republiki Białorusi II, III i IV kadencji.

## Życiorys
Urodził się 15 marca 1959 roku we wsi Zastaw, w rejonie drohiczyńskim obwodu brzeskiego Białoruskiej SRR, ZSRR. Ukończył Białoruski Uniwersytet Państwowy (BUP), uzyskując wykształcenie radiofizyka, a także Akademię Zarządzania przy Prezydencie Republiki Białorusi, uzyskując wykształcenie menedżera sfery socjalnej. Posiada tytuł magistra pedagogiki. Pracował jako młodszy pracownik naukowy, inżynier BUP, wychowawca w szkole średniej w Bezdzieżu, zastępca dyrektora ośmioletniej szkoły w Kremnowie, nauczyciel w ośmioletniej szkole w Lipnikach, w szkole średniej w Drohiczynie, dyrektor gimnazjum w Drohiczynie.
W 2000 roku został deputowanym do Izby Reprezentantów Zgromadzenia Narodowego Republiki Białorusi II kadencji z Drohiczyńskiego Okręgu Wyborczego Nr 9. Pełnił w niej funkcję zastępcy przewodniczącego Stałej Komisji ds. Oświaty, Kultury, Nauki i Postępu Naukowo-Technicznego. Wchodził w skład deputackiego zjednoczenia „Za Związek Ukrainy, Białorusi i Rosji” („ZUBR”) i grupy deputackiej „Deputowany Ludowy”. W 2004 roku został deputowanym do Izby Reprezentantów III kadencji z tego samego okręgu. Pełnił w niej funkcję przewodniczącego tej samej komisji. 27 października 2008 roku został deputowanym do Izby Reprezentantów IV kadencji z Dniepro-Bużańskiego Okręgu Wyborczego Nr 10. Pełnił w niej funkcję przewodniczącego tej samej komisji. Od 13 listopada 2008 roku był członkiem Narodowej Grupy Republiki Białorusi w Unii Międzyparlamentarnej.

## Odznaczenia
- Order Franciszka Skaryny (6 grudnia 2011)[6];
- Medal Jubileuszowy „90 Lat Sił Zbrojnych Republiki Białorusi”;
- Gramota Pochwalna Zgromadzenia Narodowego Republiki Białorusi;
- Gramota Pochwalna Administracji Prezydenta Republiki Białorusi;
- Gramota Pochwalna Rady Międzyparlamentarnej Zgromadzenia Państw – Członków Wspólnoty Niepodległych Państw;
- Honorowy Tytuł „Zasłużony Nauczyciel Republiki Białorusi”;
- Odznaka „Wybitny Pracownik Oświaty Republiki Białorusi”[1].

## Życie prywatne
Uładzimir Zdanowicz jest żonaty, ma syna i dwie córki.